# Мышиная уборка
«Мышиная уборка» — тридцать восьмой эпизод в серии короткометражек «Том и Джерри». Дата выпуска: 26 февраля 1949 года. Название серии является насмешкой на словосочетание House Cleaning.

## Сюжет
Мамочка-Два Тапочка закончила генеральную уборку в доме. В подворье Том в погоне за Джерри пачкается в грязи. Том забегает за мышонком в дом, пачкает всю комнату и даже одежду хозяйки. Она заставляет Тома всё отмывать. После того, как Том заканчивает, хозяйка уходит за покупками, предупредив Тома о наказании в случае новых загрязнений в доме.
Потом Том видит, как Джерри выбрасывает мусор из пепельницы. Том пытается всё убрать, но Джерри продолжает сорить. Разъярённый Том хватает помидор и кидает его в Джерри, но попадает им в стену. Пока Том моет стену, Джерри выпрыскивает в ведро с водой синие чернила из авторучки. Не подозревающий того Том макает тряпку в воду с чернилами, еще больше пачкая стену.
Том видит у Джерри ручку, а тот грозит испачкать чернилами штору, но чернила не выпрыскиваются. Том отбирает у Джерри ручку, веря, что она нерабочая, нажимает и внезапно пачкает ей штору. В ужасе Том стирает и сушит штору и вешает её на место.
Тем временем, Джерри продолжает свой саботаж. Он жонглирует яйцами, идя по канату как настоящий циркач. Джерри кидает яйца в стены, но Том успевает их поймать и тоже начинает жонглировать. Вдобавок, Джерри заставляет Тома крутить на носу пирог на вилке. Том-жонглер становится на коврик, а Джерри выдёргивает его из-под ног кота, и последний падает вместе с яйцами и пирогом. Том ловит все яйца, а пирог приземляется прямо ему на голову.
Джерри приводит в дом старого грязного мула, но Том выкидывает его назад на улицу, а Джерри сбегает. Мышонок снова входит в дом через розетку, помеченную надписью «Экстренный выход».
Том ложится спать. Джерри приделывает к его подошвам синие штампы, предварительно обмакнув их в мастику, а затем провоцирует кота на погоню. В разгар погони Джерри показывает Тому её результат. Том в ужасе видит следы по всей комнате. Поглядев на свои лапы, Том понимает, что это все Джерри, и в ярости бросает мышонка через мусоропровод в подвал.
Тем временем к окну подвала подъезжает грузовик с углём, собираясь его выгрузить. Джерри берет веревку и привязывает её к жёлобу, по которому должны спустить уголь. Том в спешке заканчивает уборку и, увидев идущую к дому Мамочку-Два Тапочка, садится на диван в ожидании. В это время Джерри перетаскивает жёлоб к открытому окну в комнату. Уголь заваливает комнату, и, как только хозяйка открывает дверь, её буквально сносит угольной «лавиной».
Том пачкается в угле (опять карикатура на чернокожего — точнее, на белого, грубо загримированного под афроамериканца). Вылезшая из-под завала хозяйка принимает Тома за негра и спрашивает, не видел ли тот поблизости никудышного кота. Том болтает негритянским акцентом, о том, что никакого кота он здесь не видел. При этом Том потихоньку выходит из угля — и выдает себя, так как углем измазана только его голова. Хозяйка в ярости закидывает углем убегающего Тома.

## Факты
- Во время сцен с доставкой топлива звучит мелодия русской песни «Дубинушка», которая также звучала в серии The Midnight Snack.
- Warner Home Video включила мультфильм в список двух мультфильмов (другим был «Кот - соблазнитель»), не помещенных в коллекцию серий DVD: Том и Джерри: Звёздная коллекция, из-за момента, где чёрный Том говорит с хозяйкой.
- Во многих показах была удалена сцена, где Том-негр говорит с хозяйкой, (например, в озвучке студии Омикрон, и она была перерисована Чаком Джонсом в 1960 -е годы). Но сцена была сохранена для показа на каналах ТВ-6 и СТС.

## Отзыв критика
Классическая «Мышиная уборка» служит отличным примером того, как развивался сериал. Серия заимствует фабулу из фильма «Кот получает пинка» и разыгрывает её в современном стиле с уморительными трюками, точным темпоритмом, увлекательными «дублями» — реакциями. Не каждый мультфильм может вызвать такой искренний хохот. У Тома отваливается челюсть, глаза выскакивают из орбит в лучших традициях анимационной комедии.
— Леонард Молтин «О мышах и магии. История американского рисованного фильма»